# Fédération samoane de rugby à XV
La Fédération samoane de rugby à XV (officiellement en samoan : Lakapi Samoa) est l'instance qui régit l'organisation du rugby à XV et du rugby à sept aux Samoa.

## Historique
Quatre ans après l'introduction du rugby sur le territoire des Samoa occidentales, la Fédération samoane de rugby est fondée en 1924, par Harry Moors, sous le nom de Apia Rugby Union. Harry Moors, troisième ligne aile, est par ailleurs le capitaine de l'équipe des Samoa de rugby à XV pour le tout premier match de celle-ci, face à l'équipe des Fidji de rugby à XV le 18 août 1924 à Apia. La Apia Rugby Union devient plus tard la Western Samoa Rugby Football Union.
Elle intègre en 1987 la Fédération internationale de rugby amateur, puis devient en mars 1988 membre de l'International Rugby Board, organisme international du rugby,,.
De 1992 à 1994, la Fédération est suspendue de la FIRA.
Alors que l'État des Samoa occidentales devient officiellement celui des Samoa en 1997, la fédération change également de nom pour Samoa Rugby Football Union ; l'organisme abandonne plus tard le terme de « rugby football » au profit de celui de « rugby », et devient la Samoa Rugby Union,.
En 1999, elle quitte à nouveau la FIRA, date à laquelle cette dernière réduit son périmètre d'action au continent européen. Elle intègre par la suite la Federation of Oceania Rugby Unions, organisme régissant le rugby dans la zone océanique.
Elle est également membre de l'Association des sports et comité national olympique des Samoa.
Dans les années 2010, la Fédération samoane a connu une grave crise, le capitaine de l'équipe samoane, Mo Schwalger, dénonçant notamment après la Coupe du monde 2011 l'incompétence et la corruption des équipes dirigeantes.
En novembre 2017, la fédération samoane, gouvernée par son premier ministre Sa'ilele Malielegaoi, déclare être en faillite, ce qui est directement contredit par World Rugby qui fournit 43% de ses 11 millions d'euros de budget annuel. La fédération semble également avoir obtenu des sommes importantes de la part d'une entreprise de construction chinoise, Shanghai Construction Group, et via un financement participatif national, sans qu'aucun argent ne soit effectivement injecté dans le développement du rugby et de l'équipe nationale.
La Fédération entreprend en novembre 2020 un changement d'identité, adoptant un nom samoan : Lakapi Samoa.

## Identité visuelle
Dans les années 1990, le logo de la Fédération est inspiré des armoiries des Samoa.
La fédération change de logo en mai 2021 en parallèle de son changement d'identité récent : il représente une fleur de teuila, symbole national samoan.

Évolution du logo
Logo abandonné en mai 2021.
Logo depuis mai 2021.

## Infrastructures
La Fédération samoane regroupe les fédérations provinciales, les clubs, les associations, les sportifs, les entraîneurs, les arbitres, pour contribuer à la pratique et au développement du rugby dans tout le territoire samoan. Elle est divisée en 12 fédérations locales.
Elle est membre de la Pacific Islands Rugby Alliance (PIRA), avec les Fidji et les Tonga.

## Présidents
Parmi les personnes se succédant au poste de président de la fédération, on retrouve :
- Namulauulu Papalii Sami